# Megavino
Megavino was de grootste wijnbeurs in België en zelfs in de Benelux. Hun slogan was "Discover, taste and learn". Ze werd de eerste twintig jaar jaarlijks in Brussel georganiseerd. In 2020 was het de bedoeling om de beurs in Gent te laten doorgaan totdat de organisator failliet ging door de coronapandemie. 
Megavino lokte jaarlijks ongeveer 25.000 tot 30.000 bezoekers naar Brussel. In tegenstelling tot de meeste andere beurzen stond Megavino niet alleen open voor de wijnprofessional, maar ook voor de particuliere wijnliefhebber. In verschillende zalen, zowel als op de stands zelf, werden masterclasses, proeverijen met commentaar, demo’s en workshops georganiseerd over thema’s gelinkt aan wijn.

## Geschiedenis
Voor het ontstaan van Megavino had Brussel alleen een wijnbeurs voor vakmensen: Le Mondial du Vin, eigendom van de firma Vinopres. Gezien de interesse van particulieren ontstond het idee om een wijnbeurs voor particulieren te organiseren: Megavino. Alain Bloeykens, toen een medewerker van Vinopres, kreeg de opdracht om dit idee concreet uit te werken. In 1996 was de eerste editie een feit. 
Van 2.000 bezoekers in 1996 groeide Megavino naar 21.000 bezoekers in 2001. Megavino kreeg het imago van een "drinkbeurs" en de exposanten wilden meer vakmensen zien. Daarom besloot Vinopres na de editie 2001 om Megavino op te doeken. Dit was echter niet het einde. Na een vraag van Brussels Expo, de exploitant van de Heizelpaleizen, aan Vinopres, kwam deze opnieuw terecht bij de ondertussen zelfstandige Alain Bloeykens. De bvba Megavino werd opgericht in Genappe in 2005, met twee aandeelhouders, Alain Bloeykens en Baudouin Havaux.
In 2008 nam de beurs een oppervlakte in van 9.600 m², waren er 270 standhouders en 22.883 bezoekers. Naarmate elke editie werden deze cijfers groter. De 20e editie werd de laatste editie voor Alain Bloeykens. De beurs werd verkocht aan Conceptum Exhibitions NV uit Nijvel. In juli 2020 gaat Conceptum failliet.

### Verandering van organisator
De oprichters van Vinopres en de directeuren van bvba Megavino verkochten het Megavino-salon in januari 2016 aan Conceptum. Conceptum had toen reeds de organisatie van o.a. het Vakantiesalon Vlaanderen, ArtisanArt, BCN Moto Salon in portefeuille. De aangehaalde reden is de risico's die bij het organiseren van één enkle beurs komen kijken.

### Verandering van locatie
Omdat het publiek van Megavino voornamelijk uit Vlamingen bestond, besloot de organisator om in 2020 naar Gent te verhuizen en zich aan te sluiten bij de Countryside-beurs, eveneens georganiseerd door Conceptum, rond het thema "lifestyle".
De van 29 oktober tot 2 november 2020 geplande editie in Flanders Expo ging dus gezien het failliet eerder dat jaar niet door.

### Verandering in scope
De wijnbeurs werd eerst uitgebreid met sterke dranken ('MegaSpirits' in 2009) en nadien met bieren ('MegaBeer' in 2018).
Het MegaSpirits paviljoen maakt sedert 2009 deel uit van Megavino. De bedoeling was om de bezoeker een overzicht te bieden van wat beschikbaar is aan gedistilleerde dranken op de Belgische markt. Inheems en uitheems fruit en granen, maar dan in gedistilleerde vorm. De toevoeging van de bieren in 2018, is een extra knipoog naar gastland België. Megabeer, de bierbeurs  waar exposanten, professionals, specialisten, bierliefhebbers elkaar terugvonden. Dit salon was opgedeeld in drie verschillende zones: de micro-brasserie, artisanale bieren en traditionele bieren.

## Gastlanden
In elke editie werd de aandacht gevestigd op één bepaald wijnland als "gastland" van die editie. Een overzicht van de laatste editities met hun gastland:
- 2013 (15e editie): Spanje[14]
- 2014 (16e editie): Portugal[15]
- 2015 (17e editie): Elzas uit Frankrijk[3]
- Libanon: Het eerste meer exotische wijnland, maar met een lange traditie.[3]
- 2016 (18e editie): Bulgarije
- 2018 (20e editie): België: De eerste keer dat dit "nieuwe" wijnland aan bod komt.[16]